# Spindelnätet (pjäs)
Spindelnätet (engelska: Spider's Web) är en pjäs av deckarförfattaren Agatha Christie. Den hade premiär i Londons West End 1954 och är Agatha Christies näst mest framgångsrika pjäs (744 föreställningar), efter att ha spelats längre än Åklagarens vittne, som hade premiär 1953 (458 föreställningar). Den överträffas endast av Christies rekordkörare Råttfällan som har spelats oavbrutet sedan premiären i West End 1952.

## Bakgrund
Spindelnätet skrevs på begäran av dess stjärna, Margaret Lockwood, vars huvudsakliga arbete var i filmer och som aldrig hade medverkat i en West End-produktion bortsett från Peter Pan. År 1953 bad Lockwood sin agent Herbert de Leon att tala med Sir Peter Saunders, som var huvudproducent för Christies arbete på scenen efter framgångarna med Gropen och Råttfällan, och se om Christie skulle vara intresserad av att skriva en pjäs för henne.
Saunders arrangerade ett möte mellan Christie och Lockwood på restaurangen Mirabelle. Under samtalet bad Lockwood att hon inte skulle spela en elak eller ondskefull roll igen (vilket hon var välkänd för) utan en roll i en "komedithriller". Hon bad också om en roll för Wilfrid Hyde-White, som hon ville spela med och som också fanns med i de Leons stall. Hur som helst, även om rollen var skriven, tackade Hyde-White nej till rollen och Sir Felix Aylmer fick rollen istället.
Christie skrev pjäsen under de sista repetitionerna av Åklagarens vittne, som hade premiär och fick lysande recensioner i London den 28 oktober 1953. Lockwoods karaktär fick namnet Clarissa, namnet på Christies älskade mor som hade dött redan 1926. Christie skrev också en roll som skulle passa Lockwoods fjortonåriga dotter Julia, även om Margaret Barton spelade rollen i den färdiga uppsättningen.
Även om pjäsen är ett originalverk använde Christie i den fyra intriggrepp från tidigare verk som hon hade skrivit:
- I pjäsen erbjuds Clarissa hyra huset där hon bor för endast fyra guineas i månaden, medan andra frågeställare får veta att summan var arton guineas. Detta för att se till att någon med efternamnet Brown blir bosatt för att locka tjuvar till huset för att stjäla något som de tror att den riktiga Mrs Brown äger. Detta är en upprepning av handlingen i novellen Äventyret med den billiga våningen från 1923 (publicerad i bokform i Poirots små grå celler 1924), där ett par vid namn Robinson hyrs ut en lägenhet billigt så att de kan fungera som ovetande lockbeten för två spioner som fruktar för sina liv och som levde under aliaset Mr och Mrs Robinson.
- Föremålet som tjuvarna är ute efter visar sig vara ett sällsynt frimärke som finns på ett kuvert som innehåller andra papperslappar som genom hela pjäsen tros vara den verkliga attraktionen för stöldförsök. Denna intrig användes första gången i berättelsen The Case of the Buried Treasure från 1941, tryckt i bokform i USA som Strange Jest i samlingen Three Blind Mice and Other Stories från 1950 och i Storbritannien i samlingen Miss Marple's Final Cases and Two Other Stories från 1979. I novellen har en avliden man efterlämnat en förmodat dold förmögenhet till sin brorsdotter och brorson, som Miss Marple antar är i form av en sällsynt stämpel på ett av hans annars harmlösa brev.
- I romanen Mord på ljusa dagen från 1941 experimenterar en tonårsflicka med häxeri strax innan offret mördas, och tror sig sedan vara ansvarig för mordet.
- Gruppens alibi att spela bridge hela kvällen förstörs när inspektören lägger märke till ett spelkort på golvet tvärs över rummet från bridgebordet. En hel kortlek behövs för att spela bridge på rätt sätt. Därför vet inspektören att gruppen inte kan ha spelat flera gånger i rad den kvällen. Detta liknar ett försök till alibi i novellen Klöver kung, som förekommer i Poirots problem. En familj hävdar att de har spelat bridge hela natten och därför inte kan vara inblandade i ett mord som har inträffat i deras grannes hus. Poirot genomskådar denna lögn när han upptäcker att ett kort (klöver kung) saknas i leken på bordet. Denna upptäckt bevisar att familjens alibi för att spela bridge var falskt och att de har ljugit om var de befann sig den kvällen.

Pjäsen hade premiär på Theatre Royal i Nottingham den 27 september 1954 följt av en kort turné och hade sedan sin West End-premiär den 13 december 1954 på Savoy Theatre, där den spelades i 774 föreställningar. Med Råttfällan och Åklagarens vittne fortfarande på repertoaren befann sig Christie på toppen av sin West End-karriär.
Den 7 mars 1955 var drottning Elizabeth II, prins Philip och prinsessan Margaret bland publiken för en föreställning av pjäsen.

## Karaktärer
- Clarissa Hailsham-Brown - Ung kvinna
- Sir Rowland Delahaye: Domare och Clarissas gode vän
- Hugo Birch: rik man, vän till Sir Delahaye
- Jeremy Warrender: Ung karriärman, Clarissas beundrare
- Pippa Hailsham-Brown - Clarissas styvdotter
- Elgin: Butler
- Henry Hailsham-Brown - Clarissas make
- Oliver Costello - älskare till Henry Hailsham-Browns första fru
- Susanna Peake: Trädgårdsmästare på Hailsham-Brown
- Inspektör Lord: Polisinspektör
- Konstapel Jones: polis

## Handling

### Akt I
Pjäsen utspelar sig i salongen på Copplestone Court, familjen Hailsham-Browns hem i Kent. Tid: nutid.
(En kväll i mars)
Clarissa Hailsham-Brown är den andra hustrun till diplomaten Henry från utrikesdepartementet och styvmor till hans dotter Pippa, som är ungefär tolv år gammal. De bor för närvarande på Copplestone Court, ett stort hus som de hyr till ett mycket billigt pris i Kent. Det finns tre gäster som bor hos dem: Sir Rowland Delahaye (Clarissas förmyndare i femtioårsåldern), Hugo Birch (en argsint man i sextioårsåldern och en lokal fredsdomare) och en ung man vid namn Jeremy Warrender. Sir Rowland och Hugo deltar i en tävling som Clarissa har utarbetat för att testa tre olika typer av portvin, medan Jeremy försöker förbättra den tid som den herzoslovakiske ministern, en tidigare gäst i huset, har uppnått, och som ska ha sprungit till grindarna och tillbaka tre gånger på rekordtid. Båda tävlingarna är dock parodier som utformats av den roliga Clarissa för att sysselsätta sina gäster eftersom deras golfmatch har regnat bort. De två äldre männen går iväg för att smaka på mer av portvinet medan Jeremy småpratar med Clarissa. Han frågar varför hon hittar på historier, som den han just försökte efterlikna, och hon förklarar hur ingen någonsin tror på henne när hon säger sanningen, men de tror på henne när hon berättar historier. Och hon förklarar att hennes liv alltid har varit lugnt och stilla och de här små berättelserna är ett sätt att göra det lite mer intressant.

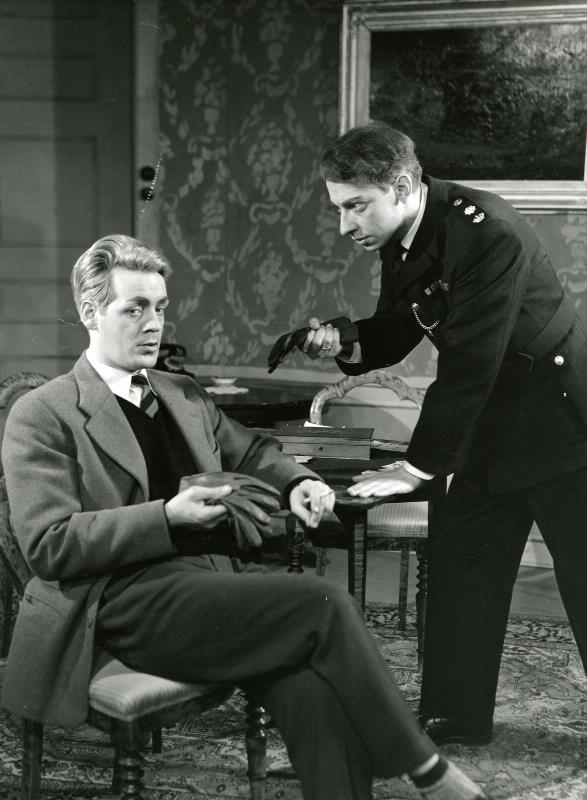
Carl-Erik Boström och Måns Westfelt i Spindelnätet på Helsingborgs stadsteater 1957

Pippa kommer sedan hem från skolan, hungrig som alltid. Clarissa tar henne med sig för att hitta något att äta och när Jeremy för ett ögonblick blir ensam börjar han undersöka ett skrivbord i rummet och letar snabbt igenom lådorna tills han blir avbruten av ankomsten av miss Mildred Peake, en stor, rejäl kvinna från landet som bor i en stuga på godset och fungerar som trädgårdsmästare. Efter att ha framfört sitt meddelande till Clarissa går hon därifrån och Pippa dyker upp igen med en bulle och en bok hon har köpt som hon mystiskt beskriver som en "receptbok" även om den märkligt nog handlar om ljus. På frågan från Jeremy om hon gillar att bo på Copplestone Court, blir Pippa entusiastisk över huset och visar Jeremy en dold dörr längst bak i rummet som leder till en liten fördjupning (som hon kallar en "prästgömma", även om hon medger att det troligen inte är utformat som ett sådant). Denna har i sin tur ytterligare en dold dörr på baksidan som leder till biblioteket.
Förberedelser görs för att de tre gästerna ska kunna äta på den närliggande golfklubben eftersom det är ledig kväll för familjen Elgin, Clarissas gifta butler och kokerska. Sir Rowland gratulerar Clarissa till hennes relation med och hantering av Pippa som hade en dålig tid med sin riktiga mamma Miranda och hennes droglevererande älskare Oliver Costello. Ett telefonsamtal till huset avbryts märkligt nog när Clarissa berättar för den som ringer att hon inte är mrs Brown utan mrs Hailsham-Brown. Clarissa berättar för Sir Rowland att huset tillhörde en mr Sellon, en nu avliden antikhandlare i Maidstone och att möblerna är hans. Hans tidigare yrke innebär att hon får förfrågningar om några av hans möbler, bland annat skrivbordet som, utan att hon visste om det, Jeremy hade letat igenom tidigare. Pippa berättar för dem att hon har fått reda på att skrivbordet har en hemlig låda och att hon visar den för dem tillsammans med dess innehåll: ett kuvert med tre signerade papper inuti med drottning Victorias, John Ruskins och Robert Brownings signaturer på.
Sir Rowland och de andra två männen beger sig till golfklubben och strax därefter får Clarissa en annan och mycket oönskad besökare: Oliver Costello, som berättar för henne att Miranda vill att Pippa ska bo hos henne och Costello och därmed bryta mot den muntliga överenskommelsen som Henry nått med sin ex-fru. Clarissa gissar att Miranda och Costellos verkliga motiv är att få pengar från Henry och hon anklagar honom för utpressning, ett ord som Elgin hör precis när han kommer in i rummet för att berätta för Clarissa att han och hans fru ska gå ut. När han har gått hotar Clarissa i sin tur att avslöja Costello och Mirandas drogaktiviteter. Pippa kommer in i rummet, förfärad över att se Costello där eftersom hon är livrädd för mannen. Clarissa kastar ut honom ur huset med hjälp av miss Peake och Clarissa lugnar ner den hysteriska Pippa och skickar henne för att bada.
Henry kommer hem en kort stund. Han berättar för sin fru att han har fått förtroendet att hålla ett hemligt möte i sitt hem med en utländsk diplomat som anländer samma kväll och han ger sig av för att träffa dem. Rummet är tomt för ett ögonblick och Costello kommer in igen genom de franska fönstren. Precis som Jeremy börjar han gå igenom innehållet på skrivbordet med den hemliga lådan. Bakom honom öppnas dörren till det dolda skrymslet och en osynlig hand klubbar ner honom. Han faller till marken bakom en soffa. Efter att Clarissa följt sin make ut går hon in i rummet igen och hittar snart Costellos kropp. Nästan omedelbart kommer Pippa in genom den dolda skrymslen och börjar babbla hysteriskt om att det är hon som är ansvarig. Clarissa försöker lugna ner henne samtidigt som hon undrar vad hon ska göra...

### Akt II, scen 1
(Samma. En kvart senare)
Pippa har blivit sängliggande med sömnmedel. Clarissa har dukat upp ett kortbord för bridge när hennes tre gäster kommer tillbaka, ditkallade av ett telefonsamtal från henne. Hon ber dem att flytta kroppen till Costellos bil som hon vet står parkerad en bit från huset till en lokal skog. Deras alibi kommer att vara det bridgespel för vilket hon har satt upp korten med falska poäng för att indikera att en viss tid har förflutit. Hon berättar att hennes motiv är Henriks diplomatiska besök. De tre något skeptiska männen blir illa till mods när det gäller hennes plan, men först efter att Sir Rowland har fått veta av Clarissa om Pippas förmodade inblandning. Iförda handskar från Clarissa lyckas de flytta tillbaka kroppen till bilen, med avsikt att flytta honom senare, men blir avbrutna när polisen oväntat anländer. Kommissarie Lord är där efter ett mystiskt telefonsamtal till stationen som berättar att ett mord har begåtts i huset.
I det inledande förhöret kommer det fram att husets tidigare ägare Sellon hittades död i sin butik, förmodligen efter ett fall nerför trappan, men det kan ha varit mer skändligt än så. Det fanns misstankar om inblandning i droger och Sellon lämnade också en anteckning om att han hade kommit över något värt fjorton tusen pund men ingen har ännu fått reda på vad föremålet var. Under tiden har polisen lokaliserat Costellos bil på området med dokument som visar hans identitet inuti. Clarissa måste erkänna hans besök och miss Peake kallas till huvudbyggnaden för att vittna om att hon sett honom utanför tomten tidigare på kvällen. Tyvärr, utan att känna till Clarissas och de tre männens undanflykter, berättar hon också om det gömda skrymslet. Peake öppnar den och Costellos kropp blottas...

### Akt II, scen 2
(Samma sceneri tio minuter senare)
Miss Peake som blev hysterisk har fått hjälp upp på övervåningen. Clarissa har fått ett glas konjak och har nu återhämtat sig och efter att ha stängt dörren till gömman för att dölja den obehagliga synen av kroppen. Polisen förhör alla personerna var för sig. Elgin och hans fru har återvänt tidigt från sin lediga kväll eftersom hon var sjuk, och han vittnar om att han hörde Clarissa prata med Costello om utpressning. Hugo kan inte ge någon ytterligare information, annat än att han kände till Costello som "den typ av män som kvinnor gillade och män inte hade någon användning för". Under förhöret med Jeremy hittar inspektören handskarna som användes för att flytta Costello och som de tre männen hastigt gömde i salongen när polisen anlände. Den medföljande officeren hittar också ett av spelkorten från leken som Pippa tappat av misstag tidigare (under akt I när han lade patiens) men vars frånvaro inte uppmärksammades av Clarissa när hon satte upp det falska bridgespelet.
I förhör med Sir Rowland finner Lord skillnader mellan de inblandades berättelser. Sir Rowland, som är bekymrad över att inspektören starkt misstänker Clarissa för brottet, försöker övertyga inspektören om att Costello inte var där för att träffa Clarissa utan kan ha letat efter ett föremål som tillhörde Sellon, men inspektören är inte övertygad och påpekar att Clarissa kände till den gömda kroppen. Sir Rowland tar med sig Clarissa tillbaka och säger åt henne att berätta sanningen för polisen. I ett desperat försök att skydda Pippa är det mesta av hennes historia sanningsenlig, förutom hennes styvdotters bekännelse. Under lite tvång från Lord tvingas hon ändra sin berättelse igen och den här gången erkänner hon brottet själv, även om hon säger att hon dödade Costello i tron att han var en inbrottstjuv. Tillfrågad om Elgins minne av användningen av ordet "utpressning" säger hon att detta var en diskussion om den billiga hyra de får betala för huset – fyra guineas i veckan. Sir Rowland kommer tillbaka in i rummet, trots att han blivit tillsagd att hålla sig borta, desperat att ta reda på hur Clarissa mår och blir förfärad när han får höra om sin egen bekännelse. Clarissa går igenom sin berättelse mer noggrant och dörren till gömstället öppnas och inspektören får en chock – kroppen är borta!

### Akt III
(Samma. Några minuter senare)
Alla är grundligt förvirrade av de två mysterierna – vem flyttade kroppen och vem ringde polisen? Medan polisen söker igenom huset och tomten kommer miss Peake ner och berättar för Clarissa och hennes tre gäster att hon är ansvarig för att kroppen flyttades så att ett åtal inte kunde riktas mot henne eftersom det primära beviset saknas. Hon var inte i det hysteriska tillstånd som hon gav sken av och när den starka kvinnan hörde hur saker och ting utvecklade sig tog hon ut kroppen ur skrymslet från bibliotekssidan och gömde den under bolstret på sängen som hon "återhämtade sig" på. Pippa kommer också ner fortfarande dåsig av sin sömntablett och pratar om att hon sett poliser i sitt rum i sina drömmar. Hon tror också att hennes iakttagelse av Oliver var en dröm och kopplar detta till vaxdockan hon tillverkar – hennes "receptbok" var en gammal bok om häxeri och detta förklarar varför hon erkände att hon dödat Costello: hon trodde att hennes "trollformler" hade utfört dådet.
Detta lägger till ytterligare ett mysterium – vem dödade Costello? Pippa får hjälp att lägga sig på soffan och Clarissa slås plötsligt av något Hugo sagt tidigare när han sagt att Sellons antikaffär hette "Sellon and Brown". Hon minns telefonsamtalet där någon frågade efter mrs Brown och en kommentar som Costello fällde till miss Peake innan hon visade honom från huset med innebörden att han kom "för att träffa mrs Brown" och hon inser att miss Peake i själva verket är mrs Brown, Sellons före detta partner. Miss Peake erkänner detta faktum och förklarar att Clarissa fick hyran för huset billigt för att installera en annan mrs Brown för att locka andra lycksökare som var ute efter Sellons okända fantastiska upptäckt. Hon skrattar åt den uppenbara faran hon utsatte Clarissa för och säger att hon höll ett mycket vakande öga över allt, som att hon var på plats när Costello hotade henne tidigare på kvällen.
Sir Rowland undrar om det finns något skrivet på de signerade papperen med osynligt bläck och de testar dem och avslöjar namnen på sex distributörer av droger, inklusive Costello. Den sovande Pippa ska berätta för polisen vad hon hittat, men lämnas ensam och efter en stund kommer Jeremy in igen och är på väg att kväva flickans ansikte med en kudde när Clarissa kommer tillbaka. Hon inser snart att det är han som är mördaren. Han var borta från de andra två männen en tid efter att de hade gått till klubben för att äta och en kommentar som Pippa gjorde om att se sin golfklubba ("En golfklubba som Jeremy hade", i samband med vapnet som användes för att döda Costello) knyts ihop. Han ringde också polisen för att försöka sätta dit Clarissa. Jeremy erkänner. Hans motiv var kuvertet som de signerade papperen förvarades i – på det finns en ytterst sällsynt felstämpel värd fjortontusen pund. Jeremy erkänner att han också hade dödat Sellon efter att först ha fått reda på frimärket från sin arbetsgivare, som var i kontakt med Sellon, och efter att inte ha kunnat hitta frimärket i Sellons butik, insåg han sedan att frimärket fanns i huset istället, och dödade Costello eftersom Jeremy trodde att Costello också letade efter det. Han är på väg att döda Clarissa när polisen kommer in i rummet, efter att ha hört ordväxlingen, och arresterar honom. De för bort honom och hittar Costellos kropp, men Lord tillrättavisar också Clarissa och miss Peake för deras försök att dölja mordet. De andra går och lägger sig och Henry återvänder, men utan sina diplomatiska gäster som inte har dykt upp. Men så får han ett samtal om att den besökande dignitärens uppenbara misslyckande att anlända var ett medvetet knep av säkerhetsskäl; att han nu har anlänt; och han och utrikesministern är på väg till huset – som han och Clarissa nu måste städa upp mycket snabbt.
När Henry protesterar: "Du lovade att ha allt klart", börjar Clarissa förklara allt som hände den kvällen. Men precis som polisinspektören tror han inte på ett ord av vad hon säger. Tydligen är det bara Clarissas lott i livet att ingen kommer att tro henne när hon säger sanningen. Dörrklockan ringer sedan för att signalera dignitärens ankomst, och medan Henry går för att hälsa på honom bestämmer sig Clarissa för att "försvinna mystiskt" in i skrymslet.

## Mottagande
Kenneth Tynan var ett fan och skrev i The Observer: "De som sörjer över att vårt drama inte längre är en rituell konst borde se mrs Christies Spindelnätet och tröstas, för detektivspelet, där en namnlös hämnare slår ner ett utvalt offer, styrs av konventioner som är lika strikta som de i den grekiska tragedin. Publiken som kom ut från Åklagarens vittne och mumlade 'Vad smart hon är!', kommer förmodligen att komma ut från Spindelnätet och mumla 'Vad smart jag är!'".
Med 744 föreställningar tilltalade Spindelnätet helt klart publiken - trots blandade recensioner från vissa kritiker - eftersom den hade den till en början längsta speltiden av alla Christie-pjäser förutom Råttfällan. Till exempel var The Times inte överdrivet entusiastisk i sin recension den 15 december 1954 när den skrev: "Miss Agatha Christie försöker den här gången kombinera en historia om mord med en karaktärskomedi. Som Edgar Wallace visade mer än en gång kan detta göras. Det finns ingen anledning till att den enas speciella spänning inte skulle stödja den andres speciella spänning. I det här fallet är dock stödet i bästa fall periodiskt. Det finns en risk att de som främst är intresserade av att ta reda på vem som mördade den förhatlige utpressaren knappast kommer att betrakta lösningen som en av författarens lyckligaste. Det finns en liknande risk att resten av publiken kommer att bli uttråkad av en komedi som måste anpassa sig till kraven på ett långt polisförhör. Den gemensamma grund som de båda sektionerna kan stå på är farligt liten." Recensenten medgav att "thrillern ger alla karaktärer en vändning och lyckas ändå i slutet producera en twist. Det är en twist som överraskar snarare än tillfredsställer det logiska sinnet." men de drog slutsatsen: "Pjäsen som helhet är den minst spännande och inte den roligaste av de tre Agatha Christie's som nu spelas i London."
Alvin Klein, som recenserade en uppsättning från 1997 för The New York Times, föll för pjäsens inneboende komedi och huvudpersonens attraktionskraft, och sa "Det som skiljer Spindelnätet från de flesta exemplar av dess överfyllda genre är att dess verkliga motiv är roligt; Allt annat – tappade ledtrådar, intrigknep – är sekundärt. Och "The Lady of Copplestone Court", Clarissa Hailsham-Brown, har en talang för att roa."

## Filmatiseringar

### TV-version 1955
Pjäsen filmatiserades för BBC TV 1955 med Margaret Lockwood i huvudrollen. Wallace Douglas regisserade. Lockwood skulle inte reprisera sin prestation i långfilmsversionen.

#### Rollbesättning
- Margaret Lockwood - Clarissa Hailsham-Brown
- Felix Aylmer - Sir Rowland Delahaye
- Myles Eason - Jeremy Warrender
- Harold Scott - Hugo Birch
- Campbell Singer - Kommissarie Lord
- Desmond Llewelyn - Konstapel Jones
- Sidney Monckton - Elgin
- Judith Furse - Mildred Peake
- Charles Morgan - Oliver Costello

### TV-version 1956
Pjäsen filmatiserades i Västtyskland den 19 augusti 1956. Denna version regisserades av Fritz Umgelter och hade Marlies Schönau och Günter König i huvudrollerna.

### Filmatisering från 1960
1960 filmatiserades pjäsen med den något förlängda titeln The Spider's Web. Glynis Johns spelade rollen som Clarissa utan att någon av skådespelarna från scenversionen medverkade i filmen. Manuset, som bygger på Christies text, skrevs av Eldon Howard och regisserades av Godfrey Grayson.

### TV-version 1982
1982 producerade BBC verket som en tv-pjäs på en timme och fyrtiofem minuter med Penelope Keith i rollen som Clarissa. Cedric Messina var producent och Basil Coleman regisserade.
Medverkande i BBC:s produktion från 1982:
- Penelope Keith – Clarissa Hailsham-Brown
- Robert Flemyng – Sir Rowland Delahaye
- Thorley Walters – Hugo Birch
- David Yelland – Jeremy Warrender
- Elizabeth Spriggs – Mildred Peake
- Jonathan Newth – Henry Hailsham-Brown
- Holly Aird – Pippa Hailsham-Brown
- Brian Protheroe – Oliver Costello
- John Barcroft – Inspektör Lord
- Mark Draper – Sergeant Jones
- David Crosse – Elgin
- Lee Fox – Doktorn